# Адамсвиллер
Адамсвиллер (фр. Adamswiller) — коммуна на северо-востоке Франции в регионе Гранд-Эст (бывший Эльзас — Шампань — Арденны — Лотарингия), департамент Нижний Рейн, округ Саверн, кантон Ингвиллер. До марта 2015 года коммуна административно входила в состав упразднённого кантона Дрюлинген (округ Саверн).
Площадь коммуны — 3,4 км², население — 393 человека (2006) с тенденцией к стабилизации: 398 человек (2013), плотность населения — 117,1 чел/км².

## Население
Население коммуны в 2011 году составляло 401 человек, в 2012 году — 408 человек, а в 2013-м — 398 человек.
| 1962 | 1968 | 1975 | 1982 | 1990 | 1999 | 2006 | 2008 | 2010 | 2011 | 2012 | 2013 |
| ---- | ---- | ---- | ---- | ---- | ---- | ---- | ---- | ---- | ---- | ---- | ---- |
| 406  | 427  | 429  | 460  | 469  | 459  | 393  | 381  | 392  | 401  | 408  | 398  |

Динамика населения:

## Экономика
В 2010 году из 257 человек трудоспособного возраста (от 15 до 64 лет) 188 были экономически активными, 69 — неактивными (показатель активности 73,2 %, в 1999 году — 71,3 %). Из 188 активных трудоспособных жителей работали 174 человека (98 мужчин и 76 женщин), 14 числились безработными (четверо мужчин и 10 женщин). Среди 69 трудоспособных неактивных граждан 18 были учениками либо студентами, 29 — пенсионерами, а ещё 22 — были неактивны в силу других причин.